# Dipodium
Dipodium – rodzaj roślin z rodziny storczykowatych (Orchidaceae). Obejmuje 41 gatunków występujących w takich krajach i regionach jak: Archipelag Bismarcka, Borneo, Kambodża, Karoliny, Jawa, Malezja Zachodnia, Moluki, Nowa Kaledonia, Australia, Filipiny, Wyspy Salomona, Celebes, Tajlandia, Vanuatu, Wietnam.

## Systematyka
Rodzaj sklasyfikowany do podplemienia Cymbidiinae w plemieniu Cymbidieae, podrodzina epidendronowe (Epidendroideae), rodzina storczykowate (Orchidaceae), rząd szparagowce (Asparagales) w obrębie roślin jednoliściennych.
Wykaz gatunków
- Dipodium ambiguum P.O'Byrne, Gokusing & A.L.Lamb
- Dipodium atropurpureum D.L.Jones
- Dipodium bicallosum J.J.Sm.
- Dipodium bicarinatum P.O'Byrne
- Dipodium brassii P.O'Byrne
- Dipodium brevilabium Metusala & P.O'Byrne
- Dipodium campanulatum D.L.Jones
- Dipodium chanii P.O'Byrne, A.L.Lamb & Gokusing
- Dipodium conduplicatum J.J.Sm.
- Dipodium confusum P.O'Byrne
- Dipodium elatum J.J.Sm.
- Dipodium elegans J.J.Sm.
- Dipodium elegantulum D.L.Jones
- Dipodium ensifolium F.Muell.
- Dipodium fevrellii J.J.Sm.
- Dipodium fragrans P.O'Byrne & J.J.Verm.
- Dipodium freycinetioides Fukuy.
- Dipodium gracile Schltr.
- Dipodium hamiltonianum F.M.Bailey
- Dipodium interaneum D.L.Jones
- Dipodium javanicum P.O'Byrne
- Dipodium lambii P.O'Byrne
- Dipodium meijeri P.O'Byrne
- Dipodium moultonii P.O'Byrne, Gokusing & A.L.Lamb
- Dipodium paludosum (Griff.) Rchb.f.
- Dipodium pandanum F.M.Bailey
- Dipodium pardalinum D.L.Jones
- Dipodium parviflorum J.J.Sm.
- Dipodium pictum (Lindl.) Rchb.f.
- Dipodium pulchellum D.L.Jones & M.A.Clem.
- Dipodium punctatum (Sm.) R. Br.
- Dipodium purpureum J.J.Sm.
- Dipodium puspitae P.O'Byrne
- Dipodium robertyongii P.O'Byrne
- Dipodium roseum D.L.Jones & M.A.Clem.
- Dipodium scandens (Blume) J.J.Sm.
- Dipodium speciosum P.O'Byrne
- Dipodium squamatum (G.Forst.) R.Br.
- Dipodium stenocheilum O.Schwarz
- Dipodium variegatum M.A.Clem. & D.L.Jones
- Dipodium wenzelii P.O'Byrne